# Successos d'Alcoi de 1821

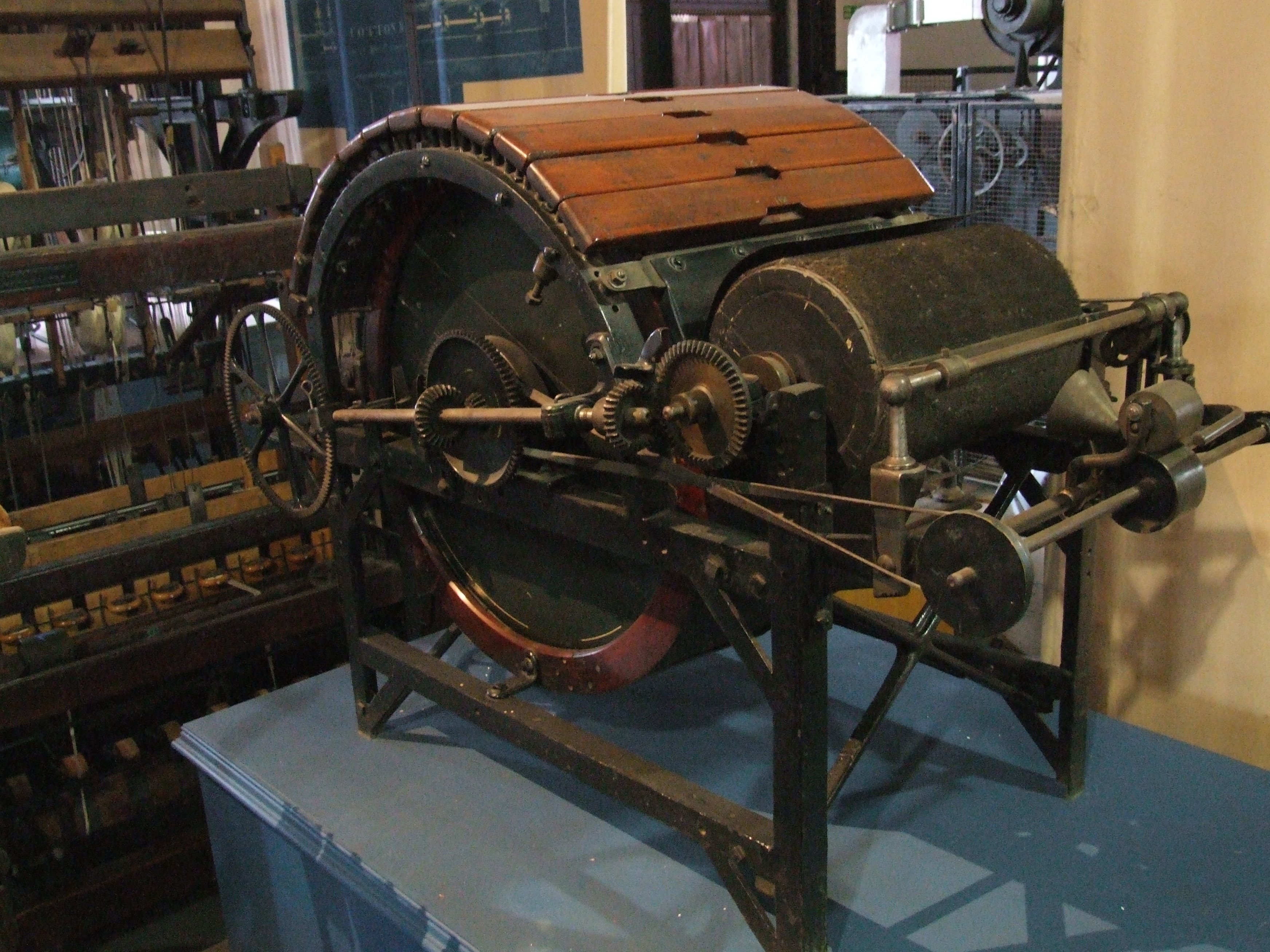
Primera màquina de cardar inventada a Anglaterra en 1775. Va ser la màquina de cardar introduïda a Alcoi?

Els successos d'Alcoi de 1821 van ser una de les primeres manifestacions de luddisme que va haver-hi a Espanya. Van tindre lloc el 2 de març de 1821, durant el Trienni Liberal del regnat de Ferran VII, quan uns 1200 camperols i jornalers dels pobles veïns que cardaven i filaven llana a les seues cases (en el marc del sistema putting-out) van assaltar Alcoi i van destruir 17 màquines. Van haver d'intervenir dos regiments procedents de Xàtiva i d'Alacant per reprimir la protesta.

## Antecedents
A la fi del segle xviii, Alcoi, que aleshores comptava amb quasi 11 000 habitants, havia desenvolupat una important indústria de la llana, la qual va superar (amb el 48 %) a la població que es dedicava a l'agricultura (el 33 %). Antoni Josep Cavanilles així ho va anotar en les seues Observaciones sobre la Historia Natural, Geografía, Agricultura, Población y Frutos del Reyno de Valencia:
| « | Vegeu en les portes i interior de les cases gran multitud de torns en moviment per a filar les llanes preparades pels cardadors; sentiu pertot arreu repetits colps de telers; els carrers i places estan mig cobertes de llanes, ja teixides; es creuen les cavalleries carregades de draps que van i venen dels batans; tot està en continu moviment i ho comuniquen als pobles de la comarca, perquè ben recompensats els ajuden. | » |

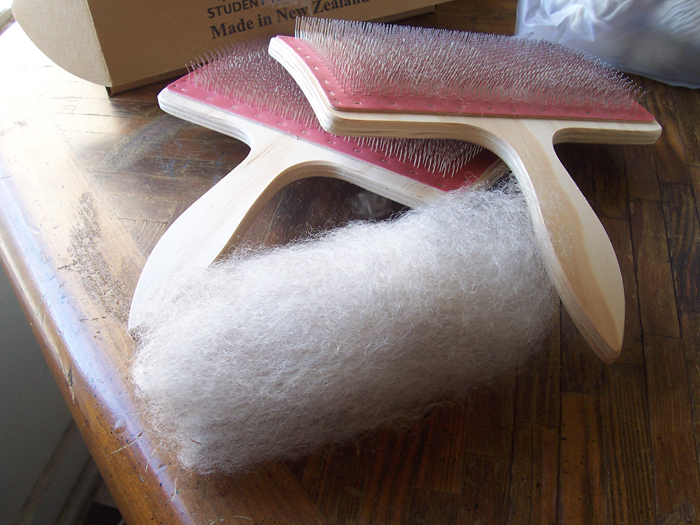
Cardador manual

Per proveir-se de matèria primera s'havia desenvolupat una extensa xarxa de sistema putting-out que abastava l'Alcoià i el Comtat. Els camperols a les seues cases realitzaven les dues primeres etapes del procés de la manufactura llanera, és a dir, el cardatge i el filat, mentre que la resta d'operacions tenien lloc a la ciutat. D'aquesta forma els camperols obtenien uns ingressos addicionals que eren fonamentals per poder subsistir i en bastants casos el cardatge i el filat de la llana constituïen la seua activitat principal descurant el treball en el camp.
A la fi de la segona dècada del segle xix es va produir un canvi en el sistema productiu amb l'objectiu de reduir els costos. A principis de 1819 comencen a funcionar les primeres màquines instal·lades en manufactures centralitzades o fàbriques, la qual cosa va provocar el progressiu abandonament del sistema putting-out i la seua substitució pel factory system amb el que molts camperols de l'Alcoià i el Comtat van veure reduïts dràsticament els seus ingressos. Va ser aleshores quan van començar a circular els rumors que aquests es proposaven destruir les màquines pel que «l'internament d'algunes va haver-hi ja de ser escortada».

## Desenvolupament
El 28 de febrer de 1821, va córrer la notícia que els veïns dels pobles de l'Alcoià i del Comtat tractaven de reunir-se per anar a Alcoi i destruir les màquines, la qual cosa va alarmar a l'alcalde Pedro Irles. Aquest va demanar informació als alcaldes de Cocentaina i de Benilloba, on pel que sembla era major l'agitació, però aquests van contestar que regnava la tranquil·litat. No obstant això, el 2 de març uns 1200 homes armats dels voltants van assaltar Alcoi i van destruir les màquines situades a l'exterior de la ciutat. La Milícia Nacional disponible a Alcoi, dues companyies del primer batalló, va cobrir els accessos a la vila. Els assaltants van destruir les màquines existents en l'exterior, al costat dels rius Barxell i Molinar, que conflueixen en l'actual Serpis. Només es van retirar quan l'alcalde d'Alcoi els va prometre que les de dins de la ciutat també hi serien desmantellades. Van ser destruïdes 17 màquines per valor de dos milions de rals. Encara que és possible que amb la nomenclatura de l'època, amb màquines es referisquen a 17 fàbriques senceres.

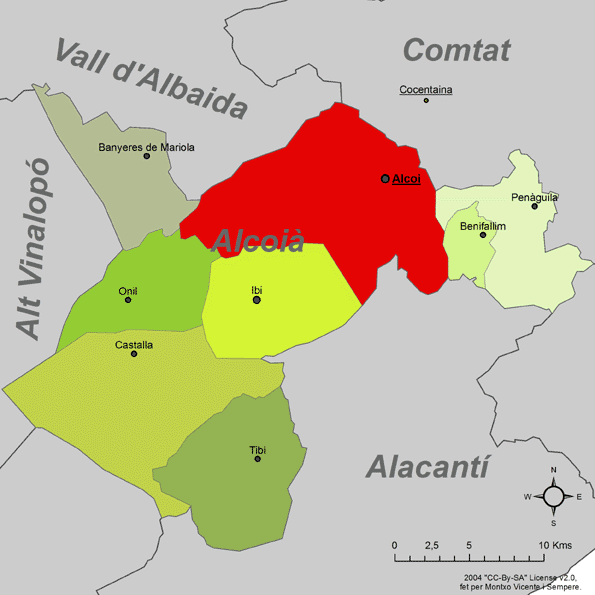
Mapa de la comarca de l'Alcoià. Al Nord-est, la comarca del Comtat.

L'alcalde va demanar la intervenció de l'exèrcit i el 6 de març van arribar a Alcoi dos regiments, un de cavalleria procedent de Xàtiva i un altre d'infanteria d'Alacant, que van restablir la tranquil·litat. Es desconeix el nombre exacte de persones que van ser arrestades, però va haver de ser alt, ja que a l'agost un regidor de la ciutat va demanar que s'ampliara la presó i quatre anys més tard encara es parlava de «la summa indigència» en què havien quedat les famílies dels empresonats. En 1827, l'alcalde d'Alcoi suplicava al rei Ferran VII l'indult per als que encara seguien a la presó.
El dia 9 de març, els successos es debaten en la Corts. En aquesta sessió es crea una «Comissió especial per informar dels successos d'Alcoi», la qual cosa prova la importància que se li va concedir a l'ocorregut, per no ser la primera manifestació de luddisme al país, segons consta en el Diari de Sessions: «No ha estat nou, àdhuc a Espanya, que els pobles pobres i principalment agrícoles no miren amb bons ulls les fàbriques immediates a ells. […] Són notoris i recents… les alarmes i procediments de fet que causes d'igual naturalesa van motivar Àvila, Segòvia, Guadalajara, Terrassa, etc.». I també per si després dels successos poguera haver-hi una intencionalitat política oculta, amb vista a desestabilitzar el govern en les contínues pugnes entre liberals i conservadors.
La Comissió, en les seues conclusions, va proposar el Govern que es castigara de manera exemplar als culpables, que s'indemnitzara els propietaris de les màquines i que es proporcionara protecció als que volgueren introduir-les.

És probable que els amotinats comptaren amb algun tipus d'ajuda o de complicitat per part dels obrers de l'interior de la ciutat, com ho provaria el fet que l'assalt va ser realitzat a plena llum del dia i en multitud, i no en xicotets grups disfressats i de nit, com solien actuar els luddites anglesos. A més, al debat de les Corts es va al·ludir al fet que «el principal focus contra aquest objecte es trobava a l'interior d'aquesta vila» i que la major part del veïnat estava «combinat amb els malvats dels esmentats pobles». Un diputat encara va anar més lluny quan va afirmar que els camperols no havien tingut res a veure amb els successos i que «els causants d'ells» havien sigut els «jornalers de les fàbriques», «perquè com que cada màquina estalvia 100 o 200 braços, és natural que aquests mateixos braços hagen sigut els que els han fet la guerra com als seus enemics de mort». En canvi, el diputat alcoià Gisbert en parlar sobre les causes que havien provocat l'assalt va dir:
| « | La raó immediata d'aqueixes maquinacions ocorregudes a Alcoi amb tan trist succés, la tenim ben designada a l'estat de fam i d'indigència a que l'establiment de les màquines de cardar i filar ha reduït un gran nombre d'operaris de Cocentaina, Benilloba, Ares i altres pobles. A tots aquests sortia Alcoi del treball amb què vivien… | » |

La Comissió de les Corts, per la seua banda, també va atribuir els successos a la situació geogràfica d'Alcoi «de difícil accés pel seu fragositat, on comunament és més lenta la propagació de l'esperit públic i el desarrelament de costums envellits». En aquest sentit, alguns diputats van relacionar l'esdevingut amb el creixement de les partides absolutistes especialment a la comarca veïna de la Vall d'Albaida, on «a diversos pobles… estan reconeguts els liberals per enemics del cristianisme» i «es dona als diputats el nom d'heretges». El diputat Gisbert va insinuar que un membre del clergat «ha tingut part activa en aquest negoci».

## Conseqüències
En 1822, van tornar els rumors de reunions per destruir les màquines. L'any següent, en el matí del 23 de juliol, es va produir un nou intent d'assalt a la ciutat protagonitzat per uns 500 homes armats al que van fer front les tropes desplegades per ordre de l'alcalde a l'entrada de Cocentaina. Un dels capitosts dels revoltats es va entrevistar amb aquest exigint que es tragueren les màquines a l'exterior de la ciutat per destruir-les, però l'alcalde es va negar. Aleshores, es van produir intercanvis de trets i els assaltants, alguns d'ells ferits, van fugir cap a Cocentaina. Les tropes van eixir darrere d'ells i van detindre cinc camperols.
En 1825, es van produir concentracions de jornalers en algunes places de la ciutat, per la qual cosa es va acordar l'establiment d'una força militar permanent a Alcoi. Al juny de 1826, l'Ajuntament d'Alcoi va demanar informació al de Cocentaina sobre si «en 28 de juny últim va córrer algun rumor en aquesta vila sobre incendiar les Màquines…». Dos mesos després, l'alcalde d'Alcoi escrivia al capità general de València: «…en 28 de juny últim no es va observar en aquesta vila la menor novetat sobre l'ordre i quietud del veïnat… És cert que es va augmentar la reguarda de vigilància i van sortir patrulles tota la nit, sens dubte per les veus vagues que sobre incendi de Màquines van córrer…». En una data tan llunyana com 1844, encara es van produir algunes concentracions d'obrers amb motiu de la introducció d'una nova màquina de cardar.